# Roberto Ovelar
Roberto Andrés Ovelar Maldonado (Curuguaty, 1º dicembre 1985) è un calciatore paraguaiano, attaccante del Patriotas.

## Carriera

### Club
Ha giocato nella prima divisione paraguaiana, in quella peruviana, in quella messicana, in quella cilena ed in quella colombiana.

### Nazionale
Nel 2001 ha giocato 5 partite con la nazionale Under-20 del Paraguay.

## Palmarès

### Club

#### Competizioni nazionali
- Campionato peruviano: 1

Univ. San Martín: 2008
- Copa Colombia: 2

Atlético Junior: 2015, 2017
- Súper Liga: 1

Millonarios: 2018